# شهرستان باتلر (آیووا)
شهرستان باتلر، آیووا (به انگلیسی: Butler County, Iowa) شهرستانی در ایالات متحده آمریکا است که در آیووا واقع شده‌است.